# آنتونیو کوی
آنتونیو کوی (اسپانیایی: Antonio Coll‎؛ زادهٔ ۶ آوریل ۱۹۵۹) دوچرخه‌سوار اهل اسپانیا است. وی در مسابقات تور دو فرانس شرکت کرده است.